# Samanta Schweblin
Samanta Schweblin (Buenos Aires, 1978) é uma escritora argentina. Ganhou o Prêmio Casa de las Américas de 2008 com seu livro de contos Pájaros en la boca. Em 2010, foi eleita pela revista Granta uma das 22 melhores jovens escritoras de língua espanhola. É apontada pela crítica como herdeira do realismo mágico de Júlio Cortázar e Adolfo Bioy Casares. No Brasil, seus livros foram publicados pelas editoras Record e Benvirá e seu último livro El buen mal/ O bom mal, pela editora Fósforo Editora. Apesar de sua idade, Samanta é reconhecida como uma escritora com um amplo repertório literário, transitando entre contos e novelas com temas diversos, variando entre a relação entre homem e tecnologia, campo e cidade na Argentina, o impacto ambiental de agrotóxicos, a relação entre casais e o aborto, entre outros.  

## Biografia
Schweblin foi estudante de Desenho da Imagem e do Som na Universidade de Buenos Aires. Em 2001, seu livro de contos El núcleo del disturbio (2002) ganhou o primeiro lugar no prêmio argentino do Fundo Nacional de Artes e seu relato Hacia la alegre civilización de la capital obteve o premio do Concurso Nacional Haroldo Conti. Seu segundo livro de contas, Pájaros en la boca (2009), obteve o consagrado Premio Casa das Américas no ano de 2008. 
Depois de diversos prêmios por seus livros de contos, Schweblin ganhou o Prêmio Tigre Juan por sua primeira novela, Distância de Resgate, livro que trata de assuntos variados, como a dialética entre campo e cidade, os agrotóxicos no campo argentino e a relação entre pais e filhos. Este mesmo livro, em sua tradução em inglês, foi selecionada para a shortlist do prestigioso título internacional Man Booker International Prize de 2017. No ano seguinte, o mesmo livro ganhou o prêmio Tournament of Books como "melhor livro do ano publicado nos Estados Unidos" e o Prêmio Shirley Jackson na categoria de melhor novela curta.
Em 20 de setembro de 2021, a diretora peruana Claudia Llosa, estreou no Festival Internacional de Cinema de San Sebastián a versão cinematográfica da novela Distância de Resgate.

## Sobre as obras
El buen mal/ O bom mal
O livro El buen mal apresenta seis contos da escritora Samanta Schweblin, é o quarto livro de contos da autora, traz os seguintes contos: Bienvenida a la comunidad; Un animal fabuloso; William en la ventana; El ojo en La garganta; La mujer de Atlántida; El superior hace una visita. Possui ao final uma nota da autora sobre os contos e os agradecimentos.

## Obras
- 2002 - El Núcleo del Disturbio - Não publicado no Brasil.
- 2008 - Pájaros en la Boca - No Brasil, publicado pela editora Benvirá.
- 2014 - Distancia de Rescate - No Brasil, publicado pela editora Record.
- 2015 - Siete Casas Vacías - Em Portugal, publicado pela editora Elsinore.
- 2018 - Kentukis - Em Portugal, publicado pela editora Elsinore.
- 2025 - El buen mal - Publicado no Brasil pela Fósforo Editora sob o título o Bom mal.